# ترتيب الخطورة

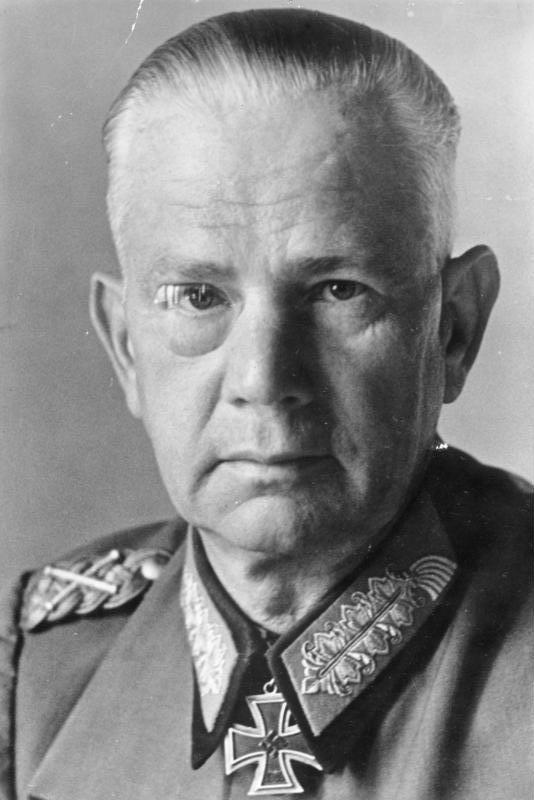
الجنرال فلدمارشال والثر فون ريتشيناو، 1941

كان أمر الخطورة أو أمر Reichenau هو الاسم الذي تم إصداره لأمر صادر في الجيش السادس الألماني على الجبهة الشرقية خلال الحرب العالمية الثانية من قِبل المشير فالتر فون رايخيناو في 10 أكتوبر 1941.  

## نص الترتيب
نص الطلب، في جزء منه:   قالب:Text and translation
قالب:Text and translation

## الآثار المترتبة على النظام
الأمر مهد الطريق للقتل الجماعي لليهود.  
جميع اليهود كانوا يعاملون من الآن فصاعدا على أنهم محاربون، وتم توجيه القادة لإطلاق النار دون محاكمة أو تسليمهم إلى فرق الإعدام في أينزاتسغروبن التابعة لتوتنكوبف-إس إس حسب ما تمليه الحالة. 
أخيرًا، يجب نزع سلاح السكان المدنيين ولن يتم إنقاذ المباني التي أشعلتها كتائب التدمير إلا عندما تكون مفيدة للجيش.

## تاريخ النظام

### إلغاء
تم إلغاء الطلب، إلى جانب أمر المفوضين، في 6 مايو 1942. 

### بعد الحرب
لكن خلال محاكمات نورمبرغ، نفى روندستيدت أي معرفة بهذا الأمر قبل أن يقبض عليه الحلفاء، على الرغم من إقراره بأن أوامر رايخيناو «قد وصلت إلى مجموعته العسكرية وربما وصلت إلى المكتب». 

### الروابط الداخلية
- مرسوم بربروسا
- أمر المفوض
- ترتيب الكوماندوز
- توجيهات أدولف هتلر
- جرائم الحرب الألمانية

### روابط خارجية
- نصوص النظام:
  - نسخة أصلية
  - النسخة الإنجليزية نسخة محفوظة 24 مايو 2019 على موقع واي باك مشين.